# San Sebastiano da Po
 San Sebastiano da Po  (piemontiul: San Bastian da Pò) Olaszország Piemont régiójának, Torino megyének egy községe.

## Földrajza

San Sebastiano da Po község Torino megye térképén

A vele szomszédos települések: Casalborgone, Castagneto Po, Chivasso, Lauriano és Verolengo.